# Atletica leggera ai XVII Giochi paralimpici estivi - Getto del peso F37 femminile
Ai XVII Giochi paralimpici estivi la competizione del getto del peso femminile F37 si è svolta il giorno 30 agosto 2024 presso lo Stade de France di Parigi.

## Situazione pre-gara

### Record
Prima di questa competizione, il record del mondo, il record paralimpico e i record continentali erano i seguenti.
| Record              | Prestazione | Atleta                                  | Data e luogo                              | Competizione                  |
| ------------------- | ----------- | --------------------------------------- | ----------------------------------------- | ----------------------------- |
| Record mondiale     | 15,50 m     | Lisa Adams Nuova Zelanda                | 13 settembre 2020 Hastings, Nuova Zelanda |                               |
| Record paralimpico  | 15,12 m     | Lisa Adams Nuova Zelanda                | 28 agosto 2021 Tokyo, Giappone            | XVI Giochi paralimpici estivi |
| Record africano     | 8,79 m      | Fatma Kachroudi Tunisia                 | 14 giugno 2008 Tunisi, Tunisia            | Tunis Grand Prix              |
| Record panamericano | 10,91 m     | Shirlene Santos de Souza Coelho Brasile | 13 settembre 2016 Rio de Janeiro, Brasile | XV Giochi paralimpici estivi  |
| Record asiatico     | 13,73 m     | Mi Na Cina                              | 13 settembre 2016 Rio de Janeiro, Brasile | XV Giochi paralimpici estivi  |
| Record europeo      | 13,96 m     | Franziska Liebhardt Germania            | 13 settembre 2016 Rio de Janeiro, Brasile | XV Giochi paralimpici estivi  |
| Record oceaniano    | 15,50 m     | Lisa Adams Nuova Zelanda                | 13 settembre 2020 Hastings, Nuova Zelanda |                               |

### Campionesse in carica
Le campionesse in carica a livello mondiale erano le seguenti.
| Campionessa | Atleta                   | Prestazione | Data e luogo                   | Competizione                         |
| ----------- | ------------------------ | ----------- | ------------------------------ | ------------------------------------ |
| Paralimpica | Lisa Adams Nuova Zelanda | 15,12 m     | 28 agosto 2021 Tokyo, Giappone | XVI Giochi paralimpici estivi        |
| Mondiale    | Li Yingli Cina           | 13,52 m     | 18 maggio 2024 Kōbe, Giappone  | Campionati mondiali paralimpici 2024 |

### La stagione
Prima di questa gara, le atlete con le migliori tre prestazioni mondiali dell'anno erano:
| Pos. | Atleta                                        | Prestazione | Data e luogo                          |
| ---- | --------------------------------------------- | ----------- | ------------------------------------- |
| 1    | Lisa Adams Nuova Zelanda                      | 14,55 m     | 10 marzo 2024 Auckland, Nuova Zelanda |
| 2    | Li Yingli Cina                                | 13,52 m     | 18 maggio 2024 Kōbe, Giappone         |
| 3    | Irina Vertinskaja Atleti Paralimpici Neutrali | 13,22 m     | 18 maggio 2024 Kōbe, Giappone         |